# Arthur Fils
Pour les articles homonymes, voir Fils.
Arthur Fils, né le 12 juin 2004 à Courcouronnes (Essonne), est un joueur de tennis français, professionnel depuis 2021. Il remporte son premier titre ATP en simple à Lyon en mai 2023, et en décembre de la même année, il est élu « Révélation de l’année » par l’ATP.
Il remporte deux titres en ATP 500, celui d'Hambourg en s'imposant face à Alexander Zverev en juillet 2024, avant de triompher quelques mois plus tard à Tokyo, en battant son compatriote Ugo Humbert en finale.

## Biographie
Né à Courcouronnes, (en Essonne), Arthur Fils commence le tennis dès l'âge de 5 ans avec son père Jean-Philippe, originaire d'Haïti,. Licencié à Saint-Michel-sur-Orge, il fréquente le Centre national d'entraînement (CNE) de la Fédération française de tennis à partir de 2019.

## Carrière

### Junior
Dans la catégorie 18 ans et moins, Arthur Fils remporte l'Orange Bowl en 2020 en Floride aux États-Unis, devenant le treizième joueur français et le quatrième de sa catégorie à s'adjuger ce prestigieux tournoi, équivalent d'un championnat du monde.
Il obtient son meilleur résultat en Grand Chelem à Roland-Garros Juniors 2021, où il remporte le titre en double avec Giovanni Mpetshi Perricard et s'incline en finale de l'épreuve du simple, contre son compatriote Luca Van Assche. À la suite de ces performances, il atteint la 3e place mondiale du classement junior en juillet 2021.

### 2021-2022: débuts sur le circuit professionnel et première participation en Masters 1000
Invité pour les qualifications des Internationaux de France 2021 à 16 ans, Arthur Fils obtient une victoire sur Bernard Tomic (65-7, 7-61, 6-3) avant de s'incliner face à un autre Australien, Marc Polmans. Cette année-là, il atteint ses deux premières finales sur le circuit Futures, à Uriage et Antalya.
Pour la saison 2022, il fait le choix de ne disputer que des tournois Challenger. Il parvient à quatre reprises en quart de finale, à Lille, Troyes, Toulouse et Roanne. Classé 308e mondial lors du Masters de Paris-Bercy 2022, il parvient à sortir des qualifications en battant Jaume Munar (6-3, 6-3) puis Fabio Fognini (6-3, 3-6, 6-4), respectivement classés 56e et 59e mondiaux. Il devient ainsi le plus jeune joueur français à se qualifier pour le tableau final d'un Masters 1000 depuis Gaël Monfils en 2004. Il retrouve Fabio Fognini au premier tour, entré en tant que lucky loser après le forfait de Matteo Berrettini, contre lequel il finit par s'incliner en trois sets (7-65, 64-7, 6-2).
Ses résultats de la saison 2022 lui permettent de progresser au classement ATP et d'intégrer le top 300 mondial.

### 2023: premier titre à Lyon, finale à Anvers et entrée dans le top 40
Arthur Fils continue sa progression dès janvier 2023, en s'imposant au Challenger d'Oeiras, au Portugal, puis en atteignant la finale du tournoi de Quimper, où il est battu par Grégoire Barrère (1-6, 4-6). Grâce à ces performances, il entre dans le top 200 du classement ATP.
Il est invité début février à l'Open de Montpellier, sur le circuit ATP. Le tennisman s'illustre en éliminant au premier tour le numéro un français, Richard Gasquet, en deux manches (7-5, 7-5) et 1 h 52 de jeu, puis l'Espagnol Roberto Bautista-Agut, classé 24e à l'ATP, qu'il bat aussi en deux sets (6-3, 6-4). Qualifié pour la première fois en quarts de finale sur le circuit principal, il y affronte un autre Français, Quentin Halys, tombeur d'Alejandro Davidovich Fokina au tour précédent. Face à son compatriote, l'athlète s'impose en deux manches (7-63, 6-3), devenant ainsi le plus jeune demi-finaliste français depuis Richard Gasquet en 2004. À ce stade, il défie l'un des favoris du tournoi, l'Italien Jannik Sinner, membre du top 20. Malgré un premier set très accroché, Fils s'incline en deux manches (5-7, 2-6). Son épopée héraultaise lui rapporte de nombreux points, et le rapproche du top 100 du classement ATP.
Il participe fin février à l'Open 13 à Marseille, une nouvelle fois grâce à une wild card. Il se défait facilement du Russe Roman Safiullin au premier tour (6-4, 6-3) et se retrouve opposé de nouveau à Jannik Sinner. Ce dernier, fiévreux après sa finale à Rotterdam la semaine précédente, déclare forfait et Fils passe en quarts de finale, où il affronte Stanislas Wawrinka. Impérial face à l'ancien numéro 3 mondial, il s'impose en 1 h 06 de jeu (6-2, 6-3) et se qualifie pour sa deuxième demi-finale consécutive d'un tournoi ATP. Son parcours s'arrête de nouveau à ce stade, battu par son compatriote Benjamin Bonzi en deux manches serrées (4-6, 4-6). Grâce à ce parcours, Arthur Fils est de plus en plus proche du top 100 du classement ATP avec une 104e place mondiale. Il prend ensuite part au Challenger de Pau mais s'incline dès le premier tour contre le Japonais Kaichi Uchida, pourtant moins bien classé que lui (172e).
Il obtient au mois de mai sa première victoire dans le tableau d'un tournoi Masters 1000, à Rome, où il bat l'Argentin Juan Manuel Cerúndolo en trois manches (6-1, 1-6, 6-4). Il s'incline au deuxième tour face au futur finaliste, le Danois Holger Rune en deux sets (3-6, 3-6).
Invité au tournoi de l'Open Parc à Lyon fin mai, Fils se défait tout d'abord du Chinois Zhang Zhizhen (6-3, 6-2), récent quart-de-finaliste au Masters 1000 de Madrid. Puis il profite de circonstances favorables à deux reprises : en huitièmes de finale de la disqualification de son adversaire, le Suédois Mikael Ymer, lequel a cassé sa raquette sur la chaise de l'arbitre à 5-6 en faveur de Fils dans la première manche, puis en quarts du forfait du Canadien Félix Auger-Aliassime. Sa qualification en demi-finale lui assure d'entrer pour la première fois dans le top 100 mondial. Pour sa troisième demi-finale de l'année, le joueur s'impose face à l'Américain Brandon Nakashima (tête de série no 8) en trois sets et près de trois heures de jeu (7-5, 4-6, 7-65), malgré des crampes et un faux espoir sur sa première balle de match, qu'il pense à tort avoir concrétisée. Il s'offre alors le droit de disputer sa première finale ATP face à l'Argentin Francisco Cerúndolo (tête de série no 4). Face au 27e mondial, spécialiste de la terre battue, le Français s'impose en deux manches (6-3, 7-5) et décroche ainsi son premier titre ATP, à seulement 18 ans et 11 mois. Il fait un bond au classement ATP en passant du 112e au 63e rang mondial et en devenant le no 6 français alors qu'il était 13e la semaine précédente.
Arthur Fils enchaîne en intégrant le tableau principal à Roland-Garros, pour la première participation en Grand Chelem de sa carrière. Il y affronte un des outsiders du tournoi, l'Espagnol Alejandro Davidovich Fokina tête de série numéro 29. Il s'incline en quatre manches (1-6, 6-4, 3-6, 3-6).
Il commence sa saison sur herbe à Bois-le-Duc, où il se qualifie pour le tableau principal, sans pouvoir battre Adrian Mannarino au premier tour. Il se qualifie ensuite pour le tournoi du Queen's en s'offrant un premier tour face à Carlos Alcaraz, cependant pris de douleurs aux jambes, Fils fait la croix sur l'ATP500 Londonien dans le but de se préparer pour Wimbledon, où il bénéficie d'une wild card.
À Hambourg, sa victoire sur Casper Ruud en quart de finale (6-0, 6-4) constitue sa première victoire contre un joueur faisant partie du top 10 mondial. Elle lui permet après des victoires sur Daniel Elahi Galán et Dušan Lajović (7-5, 7-5 à chaque fois) de disputer les demi-finales du tournoi contre le local Alexander Zverev. Arthur Fils s'incline contre l'Allemand (2-6, 4-6) futur vainqueur. Son parcours lui permet d'entrer dans le top 50 mondial et de devenir le no 3 français.
Après deux défaites au premier tour des tournois de Cincinnati et Winston-Salem, l'athlète français participe à l'US Open. Il ne part pas favori pour son entrée en lice face au Néerlandais Tallon Griekspoor, récent finaliste du tournoi de Washington. Malgré cela, il parvient à remporter son premier match en Grand Chelem après un combat en cinq manches (4-6, 6-3, 5-7, 6-4, 7-5) après avoir été sanctionné d'un jeu de pénalité pour avoir appelé une aide médicale pendant le quatrième set. Il affronte au second tour l'Italien Matteo Arnaldi qui le bat en cinq sets (3-6, 7-5, 7-65, 5-7, 6-4).
Initialement sélectionné comme remplaçant, Fils intègre l'équipe Europe de la Laver Cup à Vancouver. Il s'incline cependant pour son match en simple face à Ben Shelton (6-7, 1-6) et son double face à la paire américaine Tiafoe - Fritz (3-6, 6-4, 6-10).
Le tennisman se qualifie pour la première fois au troisième tour d'un Masters 1000 à Shanghai grâce à des victoires contre Pavel Kotov (6-1, 6-4) et Alejandro Davidovich Fokina (6-2, 7-5). Son parcours s'achève au troisième tour contre l'Américain Tommy Paul en trois manches (4-6, 7-6, 6-4). Il s'engage la semaine suivante à l'European Open d'Anvers en tant que quatrième tête de série du tournoi, ce qui le qualifie automatiquement pour le deuxième tour. Il y défait l'invité estonien Mark Lajal (7-6, 7-6) avant d'écraser le péruvien Juan Pablo Varillas en quarts (6-0, 6-3). Qualifié pour une cinquième demi-finale de l'année sur le circuit, Fils s'offre la tête de série numéro une du tournoi, Stéfanos Tsitsipás en deux sets (7-6, 7-6). C'est sa deuxième victoire contre un joueur du top 10 mondial. Il se qualifie pour sa seconde finale de l'année et affronte le Kazakh Alexander Bublik, qui le bat en deux sets (4-6, 4-6).
Après ce tournoi, sa structure d'entraînement évolue. Laurent Raymond, son entraîneur cette saison, est remplacé par Sébastien Grosjean et Sergi Bruguera.

### 2024: 1/8 de finale à Wimbledon et deux titres en ATP 500 à Hambourg et Tokyo
Arthur Fils commence l'année 2024 à Hong Kong où il est la huitième tête de série du tournoi. Il parvient à battre le Croate Borna Gojo (6-3, 4-6, 6-1) puis le Suisse Marc-Andrea Hüsler (7-5, 7-5) pour se hisser en quarts de finale. Son parcours s'y arrête face au Russe Andrey Rublev en trois manches (4-6, 6-1, 2-6). L'athlète se rend la semaine suivante à Auckland où il bat le tenant du titre Richard Gasquet (6-3, 6-4) avant d'écarter le Portugais Nuno Borges (6-2, 6-0) puis de profiter de l'abandon de Daniel Altmaier en quarts de finale. Pourtant favori, Fils s'incline sèchement en demies face au Chilien Alejandro Tabilo (2-6, 5-7). Cette défaite l'empêche d'être tête de série à l'Open d'Australie, où il remporte son premier tour face au Tchèque Jiří Veselý contre qui il était mené d'un set et d'un break (4-6, 7-5, 6-2, 6-3). Malgré cela, il bute face au Néerlandais Tallon Griekspoor dès le second tour, alors qu'il avait remporté la première manche (6-3, 1-6, 5-7, 4-6).
Le français prend ensuite la décision de participer à la tournée sud-américaine de terre battue en février. Il y connaît des résultats décevants, éliminé d'entrée à Buenos Aires par Dušan Lajović (3-6, 4-6) ainsi qu'à Rio par le brésilien João Fonseca (0-6, 4-6). Il ne fera pas mieux que les quarts de finale à Santiago où il est battu par l'espagnol Pedro Martínez (3-6, 7-65, 2-6). Fils retourne sur les courts en dur pour le Sunshine Double américain. Il égale sa meilleure performance en Master 1000 à Indian Wells, où il est battu au troisième tour par le norvégien Casper Ruud (2-6, 4-6), à Miami, il est éliminé dès son entrée en lice par l'italien Matteo Arnaldi (3-6, 4-6).
La saison sur terre battue du français commence par une déception et une élimination précoce à Estoril, au deuxième tour face à Cristian Garín (6-2, 4-6, 4-6), ainsi qu'à Monte-Carlo face à Lorenzo Musetti (3-6, 5-7). Il s'engage par la suite à Barcelone où il dispose du statut de tête de série. Il élimine successivement l'allemand Daniel Altmaier (6-4, 1-6, 6-1) puis l'australien Alex de Minaur (7-5, 6-2) pour rallier les quarts de finale. Il butte cependant une nouvelle fois sur le serbe Dušan Lajović (4-6, 6-3, 2-6). La fin de sa saison sur terre battue est décevante, enchaînant un échec à Madrid où il est éliminé sèchement au deuxième tour par Daniel Altmaier (6-2, 6-3), ainsi qu'à Rome où il s'incline de nouveau dès son entrée en lice face au qualifié Alexandre Müller (5-7, 3-6).
Il prend le choix de retourner en Challenger, à Bordeaux, un challenger 175, la plus haute catégorie parmi les tournois challenger. Il parvient à y remporter le titre en dominant successivement Botic van de Zandschulp (6-2, 4-6, 6-1), Thanasi Kokkinakis (7-62, 6-3), Grégoire Barrère (6-4, 6-4) et Pedro Martínez en finale (6-2, 6-3). Malgré cela, il s'incline d'entrée face à Matteo Arnaldi (3-6, 6-4, 4-6, 2-6) à Roland-Garros la semaine suivante ce qui entraîne sa séparation avec l'un de ses entraîneurs, Sergi Bruguera.
Il entame sa saison sur herbe à Bois-le-Duc, où il atteint le deuxième tour, puis il enchaîne à Halle où il parvient à atteindre les quarts de finale en battant le tchèque Tomáš Macháč (6-4, 6-4) et le local Dominik Köpfer (6-3, 6-4) avant de s'incliner face à Alexander Zverev non sans le gêner (7-65, 3-6, 4-6). Engagé à Wimbledon deux semaines plus tard, il rencontre au premier tour le suisse Dominic Stephan Stricker qu'il bat en quatre sets malgré la perte de la troisième manche (6-3, 6-2, 3-6, 6-4). Il rencontre au second tour la tête de série n°7 Hubert Hurkacz qui part favori dans cette confrontation. Le français profita finalement de l'abandon de son adversaire pour s'imposer lors du tie-break de la quatrième manche alors qu'il menait deux manches à une (7-6, 6-4, 2-6, 6-6 ab.)avant d'enchaîner au troisième tour face au quart de finaliste sortant, Roman Safiullin, au troisième tour. Fils parviendra à s'imposer au terme d'un combat en cinq sets de 3h18 (4-6, 6-3, 1-6, 6-4, 6-3). C'est sa première qualification en huitième de finale d'un tournoi du Grand Chelem. Il s'incline logiquement à ce stade contre l'Australien Alex de Minaur, 9e mondial et vainqueur du tournoi de Bois-Le-Duc quelques semaines avant (2-6, 4-6, 6-4, 3-6).
Il reprend la compétition à la mi-juillet à Hambourg, tournoi dont il avait atteint les demi-finales l'année précédente. Son entrée en lice face à Jaume Munar est cependant serrée mais le français mené par son adversaire (5-7, 6-3, 6-1) déroule pendant le reste du tournoi, face à Laslo Djere (7-63, 6-2), puis Holger Rune, contraint à l'abandon (6-4, 4-1, ab.) et enfin contre l'argentin Sebastián Báez en demi-finales (6-2, 6-2). Fils atteint ainsi la première finale de sa carrière dans un tournoi ATP 500, contre son bourreau de l'an passé, le 4e joueur mondial Alexander Zverev, qu'il bat en trois sets et 3h32 de jeu (6-3, 3-6, 7-61), signant ainsi sa première victoire dans un tournoi ATP 500 ainsi que sa deuxième victoire face à un joueur membre du top 5,.
Début octobre, il sort une très belle performance au tournoi de Tokyo. Il écarte d'abord la tête de série numéro une Taylor Fritz (6-4, 3-6, 6-3), auteur quelques semaines avant de sa première finale de Grand Chelem à l'US Open puis profite de l'abandon de l'ancien numéro six Matteo Berrettini (6-7 ab.) pour parvenir en quarts de finale. Il sort vainqueur d'un gros combat contre un autre jeune, Ben Shelton, ancien demi-finaliste de l'US Open (7-5, 6-7, 7-6) puis écarte le Danois Holger Rune, ancien numéro quatre mondial en deux jeux décisifs. Jouant finale son compatriote Ugo Humbert qui n'a jamais perdu à ce stade, il s'offre en sauvant une balle de match son premier titre sur dur (5-7, 7-6, 6-3) et son troisième en carrière. Il s'envole fin octobre pour la Suisse et sort sur le même score en deux manches à Bâle le qualifié Daniel Altmaier et le Grecque Stéfanos Tsitsipás (7-6, 6-3), cédant un jeu en moins contre l'Espagnol Pedro Martínez (7-5, 6-3). Sa victoire contre le Grec fait de lui le meilleur joueur de l'année sur les tournois ATP 500. Il est sorti par un autre jeune, l'Américain Ben Shelton (3-6, 6-7), ancien demi-finaliste à l'US Open. Le français finit sa saison au Masters 1000 de Bercy où il franchit le premier tour en écartant le croate Marin Čilić (7-6, 6-4) avant de dominer l'allemand Jan-Lennard Struff (6-3,6-4) au deuxième tour. Il finit par s'incliner en trois set face au numéro 3 mondial Alexander Zverev (4-6,6-3,3-6) au terme d'un combat acharné.

### 2025: nouveauno1français à20 ans
Arthur Fils débute l'année 2025 par un abandon au 3e tour de l'Open d'Australie face à son compatriote Ugo Humbert. Pas bien remis de sa blessure, il n'est ensuite pas présent aux tournois de Montpellier et de Marseille, et s'incline rapidement à Rotterdam et à Dubai.
Le 10 mars 2025, il s'impose face à Lorenzo Musetti (3-6, 7-64, 6-3) à Indian Wells après avoir sauvé une balle de match dans le 2e set, et se qualifie pour la deuxième fois de suite en huitièmes de finale d’un tournoi Master 1000. Il s'assure aussi de devenir numéro 1 français à l'issue du tournoi au détriment d'Ugo Humbert. Il sort victorieux d'une nouvelle bataille en trois manches contre l’Américain Marcos Giron (6-2, 2-6, 6-3) qui, comme lui, n'a jamais accédé à un quart de finale dans cette catégorie de tournoi, avant de s'incliner, au terme d'une longue résistance (4-6, 6-2, 67-7), face au Russe Daniil Medvedev, ancien numéro un mondial et finaliste des deux éditions précédentes.
Il enchaîne un nouveau quart de finale à Miami en battant Frances Tiafoe (7-611, 5-7, 6-2) et le numéro deux mondial Alexander Zverev (3-6, 6-3, 6-4), en trois sets à chaque fois. Il devient le troisième Français (après Noah et Monfils) à atteindre les quarts de finale d’Indian Wells et de Miami la même année. Affrontant le Tchèque Jakub Menšík, il laisse à ce dernier la chance de rejoindre pour la première fois le dernier carré d'un Masters 1000 (65-7, 1-6).
Il atteint de nouveau les quarts de finale au Masters de Monte-Carlo, où il s'incline de très peu face à l’ancien numéro un mondial Carlos Alcaraz (6-4, 5-7, 3-6). Il avait fait forte impression auparavant, sortant le Néerlandais Tallon Griekspoor (63-7, 6-4, 6-2) et éliminant l'Italien Flavio Cobolli (6-2, 6-4), vainqueur de son premier titre à Bucarest quelques jours plus tôt, et le Russe Andrey Rublev (6-2, 6-3), ancien vainqueur et neuvième joueur mondial, en à peine une heure de jeu.
Il retrouve Alcaraz en demi-finale de Barcelone après avoir vaincu les deux locaux Pablo Carreño Busta (7-66, 6-3), ancien du Top 10, et Pedro Martínez (6-3, 6-2), puis bénéficié de l’abandon du finaliste de l'année précédente Stéfanos Tsitsipás après seulement deux jeux (2-0 ab.). Il est de nouveau battu par Alcaraz (2-6, 4-6), ancien vainqueur du tournoi.
Fils subit un petit coup d'arrêt à Madrid où il perd dès son entrée en lice contre l'Argentin Francisco Comesaña, lequel joue pour la première fois le tournoi (64-7, 4-6).
Présent pour la première fois de sa carrière au troisième tour à Rome, après une belle victoire contre Tallon Griekspoor (6-2, 6-2), qui avait été finaliste à Marrakech, il renverse l'ancien finaliste de Roland-Garros Stéfanos Tsitsipás (2-6, 6-4, 6-2) pour rejoindre le numéro deux mondial Alexander Zverev. Auteur d'un premier set solide, Fils subit néanmoins la vengeance du tenant du titre (63-7, 1-6).
À Roland-Garros, Fils passe les deux premiers tours, en battant successivement le Chilien Jarry (6-3, 6-4, 66-7, 6-3) et l’Espagnol Munar (7-63, 7-64, 2-6, 0-6, 6-4), et doit affronter le Russe Rublev au 3e tour (1/16e de finale) le 31 mai, mais il est contraint de déclarer forfait. Une fracture de fatigue à la cinquième vertèbre lombaire devrait le tenir éloigné des courts plusieurs semaines et le rend incertain pour Wimbledon. Le 21 juin 2025, il déclare également forfait pour le tournoi de Wimbledon.

## Palmarès

### Titres en simple
| 3 titres en simple | 0 G. Chelem | 0 G. Chelem | 0 G. Chelem | 0 G. Chelem | 0 Masters | 0 Masters | 0 Masters   | 0 Masters   | 0 Masters 1000 | 0 Masters 1000 | 0 Masters 1000 | 0 Masters 1000 | 2 ATP 500          | 2 ATP 500          | 2 ATP 500          | 2 ATP 500          | 1 ATP 250          | 1 ATP 250          | 1 ATP 250      | 1 ATP 250      | 0 JO           | 0 JO           | 0 JO           | 0 JO           |
| 3 titres en simple | 1 sur dur   | 1 sur dur   | 1 sur dur   | 1 sur dur   | 1 sur dur | 1 sur dur | 0 sur gazon | 0 sur gazon | 0 sur gazon    | 0 sur gazon    | 0 sur gazon    | 0 sur gazon    | 2 sur terre battue | 2 sur terre battue | 2 sur terre battue | 2 sur terre battue | 2 sur terre battue | 2 sur terre battue | 0 sur moquette | 0 sur moquette | 0 sur moquette | 0 sur moquette | 0 sur moquette | 0 sur moquette |

| No | Date       | Nom et lieu du tournoi                                 | Catégorie | Dotation    | Surface      | Finaliste           | Score          |          |
| -- | ---------- | ------------------------------------------------------ | --------- | ----------- | ------------ | ------------------- | -------------- | -------- |
| 1  | 21-05-2023 | Open Parc Auvergne-Rhône-Alpes, Lyon                   | ATP 250   | 562 815 €   | Terre (ext.) | Francisco Cerúndolo | 6-3, 7-5       | Parcours |
| 2  | 15-07-2024 | Hamburg Open, Hambourg                                 | ATP 500   | 1 891 995 € | Terre (ext.) | Alexander Zverev    | 6-3, 3-6, 7-61 | Parcours |
| 3  | 25-09-2024 | Kinoshita Group Japan Open Tennis Championships, Tokyo | ATP 500   | 1 818 380 $ | Dur (ext.)   | Ugo Humbert         | 5-7, 7-66, 6-3 | Parcours |

### Finale en simple messieurs
| No | Date       | Nom et lieu du tournoi       | Catégorie       | Dotation    | Surface    | Vainqueur        | Score                     |          |
| -- | ---------- | ---------------------------- | --------------- | ----------- | ---------- | ---------------- | ------------------------- | -------- |
| 1  | 16-10-2023 | European Open, Anvers        | ATP 250         | 673 630 €   | Dur (int.) | Alexander Bublik | 6-4, 6-4                  | Parcours |
| -  | 28-11-2023 | Next Gen ATP Finals, Djeddah | Next Gen Finals | 2 000 000 $ | Dur (int.) | Hamad Medjedović | 36-4, 4-1, 4-2, 39-4, 4-1 | Parcours |

## Parcours dans les tournois duGrand Chelem

### En simple
| Année | Open d'Australie | Open d'Australie  | Internationaux de France | Internationaux de France | Wimbledon       | Wimbledon            | US Open        | US Open        |
| ----- | ---------------- | ----------------- | ------------------------ | ------------------------ | --------------- | -------------------- | -------------- | -------------- |
| 2023  | —                | —                 | 1er tour (1/64)          | A. Davidovich Fokina     | 1er tour (1/64) | A. Davidovich Fokina | 2e tour (1/32) | Matteo Arnaldi |
| 2024  | 2e tour (1/32)   | Tallon Griekspoor | 1er tour (1/64)          | Matteo Arnaldi           | 1/8 de finale   | Alex de Minaur       | 2e tour (1/32) | Gabriel Diallo |
| 2025  | 3e tour (1/16)   | Ugo Humbert       | 3e tour (1/16)           | Forfait                  | —               | —                    | —              | —              |

N.B. : à droite du résultat se trouve le nom de l'ultime adversaire.

### En double messieurs
| Année | Open d'Australie | Open d'Australie | Internationaux de France                                                                         | Internationaux de France                                                                | Wimbledon                                                                          | Wimbledon | US Open                                                                                     | US Open |
| ----- | ---------------- | ---------------- | ------------------------------------------------------------------------------------------------ | --------------------------------------------------------------------------------------- | ---------------------------------------------------------------------------------- | --------- | ------------------------------------------------------------------------------------------- | ------- |
| 2023  | —                | —                | 1er tour (1/32) G. Mpetshi Perricard \|\| style="text-align:left;" \| Théo Arribagé Luca Sanchez | 2e tour (1/16) L. Van Assche \|\| style="text-align:left;" \| M. Granollers H. Zeballos | 1er tour (1/32) L. Van Assche \|\| style="text-align:left;" \| M. McDonald A. Mies |           |                                                                                             |         |
| 2024  | —                | —                | —                                                                                                | —                                                                                       | —                                                                                  | —         | 1er tour (1/32) G. Mpetshi Perricard \|\| style="text-align:left;" \| M. Arévalo Mate Pavić |         |

N.B. : le nom du partenaire se trouve sous le résultat ; les noms des ultimes adversaires se trouvent à droite.

## Parcours dans lesMasters 1000
| Année | Indian Wells              | Miami                   | Monte-Carlo              | Madrid              | Rome                    | Canada              | Cincinnati           | Shanghai             | Paris                   |
| ----- | ------------------------- | ----------------------- | ------------------------ | ------------------- | ----------------------- | ------------------- | -------------------- | -------------------- | ----------------------- |
| 2022  | —                         | —                       | —                        | —                   | —                       | —                   | —                    | n.o.                 | 1er tour F. Fognini     |
| 2023  | —                         | —                       | —                        | —                   | 2e tour H. Rune         | —                   | 1er tour U. Humbert  | 3e tour T. Paul      | 1er tour D. Altmaier    |
| 2024  | 3e tour C. Ruud           | 1er tour M. Arnaldi     | 2e tour L. Musetti       | 2e tour D. Altmaier | 2e tour A. Müller       | 1er tour U. Humbert | 2e tour B. Nakashima | 2e tour R. Carballés | 1/8 de finale A. Zverev |
| 2025  | 1/4 de finale D. Medvedev | 1/4 de finale J. Menšík | 1/4 de finale C. Alcaraz | 2e tour F. Comesaña | 1/8 de finale A. Zverev | 3e tour J. Lehečka  | —                    |                      |                         |

N.B. : sous le résultat se trouve le nom de l’ultime adversaire.

## Parcours auxJeux olympiques

### En simple messieurs
| # | Date       | Nom de l'olympiade         | Surface             | Résultat        | Ultime adversaire | Score     |          |
| - | ---------- | -------------------------- | ------------------- | --------------- | ----------------- | --------- | -------- |
| 1 | 27/07/2024 | Olympic Tennis Event Paris | Terre battue (ext.) | 1er tour (1/32) | Matteo Arnaldi    | 6-4, 7-67 | Parcours |

### En double messieurs
| # | Date       | Nom de l'olympiade         | Surface             | Résultat        | Partenaire  | Ultimes adversaires        | Score    |          |
| - | ---------- | -------------------------- | ------------------- | --------------- | ----------- | -------------------------- | -------- | -------- |
| 1 | 27/07/2024 | Olympic Tennis Event Paris | Terre battue (ext.) | 1er tour (1/16) | Ugo Humbert | Sander Gillé Joran Vliegen | 7-5, 6-4 | Parcours |

## Parcours enCoupe Davis
| #                                                                                    | Date       | Lieu       | Surface    | Gagnant(s)            | Perdant(s)   | Score          |          |
|                                                                                      |            |            |            |                       |              |                |          |
| 2023 - Phase de poules (groupe mondial - Groupe B) - Grand-Bretagne - France - 2 : 1 |            |            |            |                       |              |                |          |
| 1                                                                                    | 17/09/2023 | Manchester | Dur (int.) | Daniel Evans          | Arthur Fils  | 3-6, 6-3, 6-4  | Parcours |
|                                                                                      |            |            |            |                       |              |                |          |
| 2024 - Phase de poules (groupe mondial - Groupe B) - Australie - France - 2 : 1      |            |            |            |                       |              |                |          |
| 2                                                                                    | 10/09/2024 | Valence    | Dur (int.) | Thanasi Kokkinakis    | Arthur Fils  | 7-64, 7-63     | Parcours |
|                                                                                      |            |            |            |                       |              |                |          |
| 2024 - Phase de poules (groupe mondial - Groupe B) - France - Espagne - 1 : 2        |            |            |            |                       |              |                |          |
| 3                                                                                    | 13/09/2024 | Valence    | Dur (int.) | Roberto Bautista-Agut | Arthur Fils  | 2-6, 7-5, 6-3  | Parcours |
|                                                                                      |            |            |            |                       |              |                |          |
| 2024 - Phase de poules (groupe mondial - Groupe B) - Tchéquie - France - 1 : 2       |            |            |            |                       |              |                |          |
| 4                                                                                    | 14/09/2024 | Valence    | Dur (int.) | Arthur Fils           | Jiří Lehečka | 65-7, 7-5, 6-4 | Parcours |

Son bilan en Coupe Davis est le suivant :
| Simple                   | Double                   |
| ------------------------ | ------------------------ |
| Victoire(s) - Défaite(s) | Victoire(s) - Défaite(s) |
| 1 - 3                    | 0 - 0                    |

Source : (en) Arthur Fils - Win / Loss. sur le site de la Coupe Davis

## Confrontations avec ses principaux adversaires
Confrontations lors des différents tournois ATP et en Coupe Davis avec ses principaux adversaires (5 confrontations minimum et avoir été membre du top 10). Classement par pourcentage de victoires. Situation au 19 mai 2025 :
| Joueur           | Meilleur classement | Confrontations | Victoires | Défaites | Pourcentage de victoires | Dernière confrontation                      |
| ---------------- | ------------------- | -------------- | --------- | -------- | ------------------------ | ------------------------------------------- |
| Alexander Zverev | 2                   | 6              | 2         | 4        | 33,3                     | défaite (63-7, 1-6) au Masters de Rome 2025 |

## Victoires sur le top 10
Toutes ses victoires sur des joueurs classés dans le top 10 de l'ATP lors de la rencontre.
| Légende               |
| Grand Chelem          |
| Masters 1000          |
| ATP 500               |
| ATP 250               |
| Coupe Davis / ATP Cup |

| # | A.F.  | Tournoi     | Année | Surface      | Adversaire         | Rang | Tour   | Score                   |
| - | ----- | ----------- | ----- | ------------ | ------------------ | ---- | ------ | ----------------------- |
| 1 | no 71 | Hambourg    | 2023  | Terre battue | Casper Ruud        | no 4 | 1/4    | 6-0, 6-4                |
| 2 | no 38 | Anvers      | 2023  | Dur (int.)   | Stéfanos Tsitsipás | no 7 | 1/2    | 7-65, 7-64              |
| 3 | no 34 | Wimbledon   | 2024  | Gazon        | Hubert Hurkacz     | no 7 | 1/32   | 7-62, 6-4, 2-6, 6-6 ab. |
| 4 | no 28 | Hambourg    | 2024  | Terre battue | Alexander Zverev   | no 4 | Finale | 6-3, 3-6, 7-61          |
| 5 | no 24 | Tokyo       | 2024  | Dur          | Taylor Fritz       | no 7 | 1/16   | 6-4, 3-6, 6-3           |
| 6 | no 18 | Miami       | 2025  | Dur          | Alexander Zverev   | no 2 | 1/8    | 3-6, 6-3, 6-4           |
| 7 | no 15 | Monte-Carlo | 2025  | Terre battue | Andrey Rublev      | no 9 | 1/8    | 6-2, 6-3                |

## Classements ATP en fin de saison
| Année          | 2021 | 2022 | 2023 | 2024 |
| Rang en simple | 613  | 251  | 36   | 20   |
| Rang en double | 717  | 508  | 584  | 204  |

Source : (en) Classements de Arthur Fils sur le site officiel de la Fédération internationale de tennis